# Grand Cayman
Grand Cayman ist die größte der drei Cayman Islands in der Karibik. Sie ist etwa 197 Quadratkilometer groß. 2010 lebten 52.740 der 55.036 Einwohner der Cayman Islands auf dieser Insel. Etwas mehr als die Hälfte davon leben in der Hauptstadt George Town.
Der Osten der Insel ist weniger entwickelt als der westliche Teil der Insel, in dem George Town und der Owen Roberts International Airport (GCM) liegen. An der westlichen Bucht liegt der Seven Mile Beach, ein langer Strand mit Korallensand, der unter anderem durch die Verfilmung des Romans Die Firma bekannt wurde. Der seltene Blaue Leguan, auch Grand-Cayman-Leguan genannt, ist auf der Insel endemisch.
Im September 2004 zog der Hurrikan Ivan mit Kategorie 5 in etwa 50 km Entfernung an Grand Cayman vorbei, wobei er mit Windgeschwindigkeiten von bis zu 290 km/h mehrere Todesopfer forderte und 80 % der Gebäude auf der Insel zerstörte. Er war der schwerste Hurrikan, den die Insel in den letzten 86 Jahren erlebte.